# SN 2010al
SN 2010al – supernowa typu IIn-pec odkryta 13 marca 2010 roku w galaktyce UGC 4286. W momencie odkrycia miała maksymalną jasność 17,80m.